# Булатов, Анатолий Иванович
Анато́лий Ива́нович Була́тов (31 марта 1931, Краснодар, Северо-Кавказский край — 13 августа 2016) — советский и российский учёный-нефтяник, доктор технических наук (1961), профессор (1966), лауреат премии Совета Министров СССР. Основатель Всесоюзного научно-исследовательского и проектно-конструкторского института по креплению скважин и буровых растворов (ВНИИКРнефть) и созданного на его основе НПО «Бурение». Позже это объединение стало «головным» предприятием в области строительства скважин в СССР, за годы приобрело известность своими разработками во всех технологических направлениях строительства скважин и их ремонта в СССР и США, Австрия, Германия, Польша, Венгрия и пр..
Известен результатами своих исследований в области строительства глубоких высокотемпературных и горизонтальных скважин, их заканчивания и ремонта в процессе эксплуатации; он создатель (совместно с Евгением Константиновичем Мачинским) принципиально новых тампонажных цементов для заканчивания глубоких высокотемпературных скважин и специального лабораторного оборудования для испытания тампонажных материалов при высоких температурах и давлениях.
Выдающийся вклад в отечественную прикладную науку осуществили его ученики и коллеги в созданном им «Всесоюзном научно-исследовательском институте по креплению скважин и буровым растворам» (ВНИИКРнефть). Булатов руководил им четверть века, и организованном на его основе НПО «Бурение», в состав которого входили ВНИИБТ, ВНИИТнефть, ПФ ВНИИБТ, Андижанское КБ, ряд территориальных специализированных лабораторий, более 10 машиностроительных и ремонтных заводов и заводов по производству спецматериалов и химреагентов для бурения и эксплуатации скважин, ряда месторождений глин и утяжелителей с общей численностью работающих более тридцати тысяч человек.

## Биография

### Детство
Родился в городе Краснодаре в семье рабочего, слесаря 2-й ватной фабрики; отец Иван Тихонович Булатов; мать Пелагея Сергеевна Булатова (в девичестве Ластовина), домохозяйка. В 1938 году поступил и в 1942 году отличием окончил Краснодарскую начальную школу № 3. Отец был репрессирован. С 9 августа 1942 года по 13 февраля 1943 года находился во временно оккупированном Краснодаре. После оккупации — ученик 28 средней мужской школы города Краснодара. Увлекался спортом с пятого класса — греко-римской борьбой и имел успех. В школе вступил в комсомол. В 9 классе поступил на Московские заочные курсы иностранных языков (английский), которые вскоре были трансформированы в Московский заочный институт иностранных языков.

### Учёба в вузах
В 1948 г. поступил на Московские заочные курсы — на отделение английского языка. Вскоре они трансформировались в Московский заочный институт иностранных языков. А. И. Булатов — студент переводческого отделения. С 1949 года он студент Грозненского нефтяного института. С третьего курса — также студент физико-математического факультета Грозненского педагогического института. С отличием окончил Грозненский нефтяной институт. После первого курса работал буровым рабочим на буровых объединения «Краснодарнефтегаз»; после четвёртого — оператором по добыче нефти в объединении «Куйбышевнефть».

## Трудовая деятельность

### Начало карьеры
В 1953 году на территории Ставрополья было открыто месторождение нефти (Озек-Суат, позже Затеречный), куда после окончания института были направлены почти все буровики Грозненского нефтяного института выпуска 1954 года. Прошёл все должности: бурового рабочего, верхового, помощника бурильщика, бурильщика, мастера, инженера. Позже был приглашён Бабуковым Александром Георгиевичем в Грозненский научно-исследовательский институт, в лабораторию строительных материалов и тампонажа скважин, которой руководил Евгений Константинович Мачинский, инженером. За год под руководством Василия Сергеевича Фёдорова окончил аспирантуру, проведя исследования в области крепления буровых скважин, защитив диссертацию на тему «Выявление роли механической прочности цементов при тампонаже скважин и изменение их свойств при высоких температурах и давлениях» в Азербайджанской государственной нефтяной академии. С 1959 год] он старший научный сотрудник ГрозНИИ и преподаватель ГНИ. В 1959 году по приглашению руководства объединения «Краснодарнефтегаз» вернулся в Краснодар, был избран по конкурсу в Краснодарский филиал ВНИИ на должность старшего научного сотрудника. В 1961 году, после защиты диссертации стал доктором технических наук, а в 1966 году — профессором. Заведующий лабораторией крепления скважин. С 1966 года заместитель директора по научной работе КФ ВНИИ и одновременно заведующий лабораторий крепления нефтяных и газовых скважин. Позже он стал заслуженным изобретателем и заслуженным деятелем науки и техники России

### ВНИИКРнефть
В 1970 г. министр нефтяной промышленности Валентин Шашин поручает Булатову организацию Всесоюзного научно-исследовательского института по креплению скважин и буровым растворам (ВНИИКРнефть). К этому времени уже была сформирована его научная школа; приглашены и подготовлены высококвалифицированные специалисты, большая часть из которых — его ученики. Создана им лично научно-техническая библиотека — более 100 тысяч экземпляров специальной литературы. Высокий профессионализм помогли за короткий срок превратить институт в передовой исследовательский центр по строительству скважин: лаборатории были оснащены современными приборами и оборудованием, создано опытное хозяйство, мастерские, специализированный гараж, приобретена сверхглубокая скважин с высокими забойными температурой и регулируемым давлением, возведены стендовые корпуса. В социальной сфере для сотрудников построены десять стоквартирных домов, детсад-ясли, база отдыха на Чёрном море, приобретены дачные участки, был открыт медицинский пункт. Все это обеспечило высокую эффективность работы специалистов и определило лидерство ВНИИКРнефти среди других профильных институтов. Уже через три-четыре года институт приобрел известность не только в СССР, но и в мире. Это позволило организовать множество международных симпозиумов, Всесоюзных совещаний и курсов повышения квалификации и переподготовки руководителей и специалистов производственных предприятий нефтяной и газовой промышленности и министерства геологии СССР, а также специалистов из-за рубежа. По инициативе Министра Василия Александровича Динкова, на базе ВНИИКРнефти как головной научно-производственной организации основано научно-производственное объединение НПО «Бурение» с включением в его систему Всесоюзных НИИ — НИИБТ, НИИТнефть, ПФ ВНИИБТ, Андижанское КБ, ряда территориальных специализированных лабораторий, более 10 машиностроительных и ремонтных заводов и заводов по производству спецматериалов и химических реагентов для бурения и эксплуатации скважин, ряда месторождений, карьеров глин и утяжелителей. Булатов — генеральный директор крупнейшего НПО. На протяжении всего последующего периода нефтяная и газовая промышленности не испытывали дефицита в продукции НПО. Булатов был бессменным директором ВНИИКРнефти и генеральным директором НПО «Бурение» четверть века.

## Научно-педагогическая деятельность
Около пяти лет проработал в качестве преподавателя ГНИ (Грозный) и почти 10 лет — профессором Института нефти, газа и энергетики Кубанского Государственного технологического университета. Опубликовал более двадцати учебников и учебных пособий для студентов ВУЗов нефтегазопромысловых специальностей.
Опубликовал более двадцати учебников и учебных пособий для студентов вузов нефтегазопромысловых специальностей.
Будучи почти двадцать лет членом ВАК СССР, он организовал специализированный совет по защите докторских и кандидатских диссертаций, что резко повысило качество подготовки специалистов высшей квалификации. Под его научным руководством защитили диссертации более 200 кандидатов и около 30 докторов технических наук, которые работают как в РФ, так и за рубежом; он выступал десятки раз в качестве официального оппонента по защите диссертаций. Более 10 лет он был активным членом редколлегии журнала «Нефтяное хозяйство» и членом Совета издательства «Недра». Ныне — член редколлегии журнала «Бурение & нефть».
Булатовым сформулированы важнейшие принципы технологических основ бурения, заканчивания, крепления, цементирования и ремонта глубоких высокотемпературных нефтяных и газовых и горизонтальных скважин, созданы научные основы крепления скважин, разработки тампонажных материалов для различных геолого-физических условий, охраны недр и окружающей среды. Он автор целого ряда специальных технологий, в первую очередь, связанных с предупреждением осложнений и аварий в бурении и ремонте скважин, предупреждением газонефтеводопроявлений, а также материалов (тампонажных цементов и смесей, буровых растворов, утяжелителей, технологических жидкостей, химических реагентов), уникальных приборов, соавтор спецмашин, элементов технологической оснастки для обсадных и бурильных колонн.
Признанием научных заслуг А. И. Булатова было избрание его председателем отделения глубокого и горизонтального бурения на «XIII Всемирном нефтяном конгрессе» (англ. World Petroleum Council) в Буэнос-Айресе. Его труды переведены на английский, узбекский, арабский, немецкий, венгерский, китайский, румынский, украинский языки.
Наиболее значимые результаты научно-производственных работ:
- Доказал, что механическая прочность цементного камня не является критерием герметичности зацементированного заколонного пространства скважин, то есть не обеспечивает качественного разобщения пластов; этот вывод открыл дорогу применению облегченных и лёгких тампонажных растворов-смесей разнообразных рецептур, что способствовало повышению качества крепи скважин.
- Доказал, что основным фактором, способствующим образованию каналообразований в зацементированном заколонном пространстве скважин является контракционный эффект цементных растворов, обеспечивающий отсос жидкой фазы из оставшегося не вытесненным бурового глинистого раствора и глинистой корки, создавая каналы и зоны пониженного давления, куда устремляются пластовые флюиды, в первую очередь, газ.
- Предложил первый замедлитель сроков схватывания цементных растворов при высоких температурах и давлениях — карбоксиметилцеллюлозу (КМЦ), широко используемую в практике цементирования скважин. Позже предложены и другие реагенты.
- Доказал (совместно с Е. К. Мачинским) целесообразность использования шлаков металлургических заводов для производства тампонажных цементов для цементирования глубоких высокотемпературных скважин. Широкое использование их в промышленности решило проблему крепления глубоких высокотемпературных скважин.
- Создал серию шлакопесчаных цементов для цементирования глубоких высокотемпературных скважин в различных геолого-физических условиях и осуществил их широкое применение в РФ и в ближнем и дальнем зарубежье.
- Создал и внедрил тампонажные растворы на базе портландских и шлаковых цементов составы, номенклатура которых охватывает практически все геолого-физические условия бурения (тяжёлые, утяжеленные, нормальные, облегченные, лёгкие, с пониженной водоотдачей, для ремонта скважин и др.).
- Спроектировал, разработал и организовал выпуск принципиально нового лабораторного оборудования для испытания и подбора рецептуры тампонажных растворов (сроки схватывания, механическая прочность, водоотдача) в условиях действия температур до 200 °С и давлений до 200 МПа.
- Усовершенствовал (совместно с В. С. Баженовым) названное лабораторное оборудование, создав на его основе консистометры для определения «вязкости» тампонажных растворов.
- Разработал методы и приборы (совместно с А. Л. Видовским) для определения напряжений, возникающих в цементном камне в процессе твердения при различных условиях и в скважинах, в заколонном пространстве.
- Обеспечил создание предпосылок для формирования отдельной специальности в нефтегазовых вузах составлением специального курса для изучения студентами — «Заканчивание скважин».
- Получил около 300 авторских свидетельств на изобретения по различным аспектам нефтегазопромыслового дела и главное — результативного предупреждения осложнений и аварий при бурении и эксплуатации скважин[20][21][22][23].

Руководство министерств нефтяной и газовой промышленности, его коллеги и ученики считали самым важным его достижением создание и развитие Всесоюзного научно-исследовательского и проектно-конструкторского института по креплению скважин и буровым растворам (ВНИИКРнефть). Здесь была создана Краснодарская («Булатовская») школа науки. В полной мере развернулся талант и возможности его многочисленных учеников и коллег. Решались и были решены задачи безаварийного строительства глубоких нефтяных и газовых и горизонтальных скважин, крепления их и разобщения пластов при различных геолого-физических условиях, а также основные проблемы, связанные с их заканчиванием, освоением и ремонтом.
А. И. Булатов избран действительным членом Международной и Российской инженерных академий, почетным академиком Украинской АНГ, академиком Научно-промышленной Национальной академии нефти и газа, был назначен президентом Северо-Кавказского отделения Российской инженерной академии и директором Северо-Кавказского филиала Научно-промышленной Национальной академии нефти и газа.
Владея несколькими иностранными языками, он составил англо-русский и русско-английский (пять изданий), французско-русский и русско-французский (два издания), русско-немецко-английский, испанско-русский и русско-испанский, англо-русско-украинский, французско-русско-украинский нефтегазопромысловые словари, несколько карманных словарей той же направленности на многих европейских языках и др.. Он соавтор более 1500 монографий, учебников, учебных пособий, словарей (работы изданы в основном в издательстве «Недра», Москва; часть из них — в издательстве «Просвещение-Юг», Краснодар), брошюр, статей, авторских свидетельств и патентов на изобретения, а также докладов на всемирных и отечественных симпозиумах и научно-производственных конференциях.
А. И. Булатов участник ликвидации самых опасных аварий — газовых и нефтяных фонтанов и грифонов на всей территории бывшего СССР, России и СНГ. Направлялся экспертом по тампонажным цементам для глубоких высокотемпературных скважин и их цементирования в Индию, Египет, Ирак, Сирию, Китай, на Кубу, Югославию, Венгрию и др. А. И. Булатов — участник ликвидации последствий Чернобыля. В первые дни (3 мая) Чернобыльской трагедии он руководил одной из сложных операций — локализацией зоны поражения.
Уже переступив восьмидесятилетний рубеж, он создал историко-философский труд в 12 томах «Мифы и реальность Земли и Космоса», изложив в конкретной форме и своё мировоззрение.

## Семья
Женат. Жена Нинель Михайловна (1933—2012), две дочери: Татьяна и Галина.

### Награды
Вклад профессора А. И. Булатова в развитие нефтегазовой индустрии нашей страны и подготовку кадров высшей квалификации Родина высоко оценила:
- Лауреат премии Совета Министров СССР, руководитель работы (1986);
- Кавалер ордена «Знак Почёта» (1976)
- Кавалер ордена Трудового Красного Знамени (1986)
- Ветеран труда (1984).
- Награждён юбилейной медалью «За доблестный труд в ознаменование 100-летия со дня рождения В. И. Ленина» (1970);
- Заслуженный изобретатель РСФСР[источник не указан 2712 дней] (1966);
- Заслуженный деятель науки и техники РСФСР (1987);
- Дважды Лауреат премии им. И. М. Губкина, (1973, 1983);
- более десяти раз награждался золотыми медалями ВДНХ,
- медалью «За пользу Отечеству им. Татищева В. Н.» (РАЕН), (2013);
- многими Почётными грамотами Правительства;
- Почётный нефтяник МНП (1981);
- Почётный нефтяник Тюменской области (1991);
- Заслуженный работник Минтопэнерго (1993);
- Отличник нефтегазовой промышленности СССР (1960);
- Награждён медалью «Участнику ликвидации последствий ЧАЭС» (и другими медалями этого направления),
- Дважды Лауреат премии Администрации Краснодарского края (2001, 2005),
- Награждён многими Дипломами и Почётными грамотами Правительства СССР и РФ.